# Jean-Jacques d'Obheil
Jean-Jacques d'Obheil, né à Moulins en Bourbonnais et mort en août 1720, est un prélat français du XVIIe siècle et du début du XVIIe siècle.

## Biographie
Jean-Jacques d'Obheil est docteur de Sorbonne et abbé et comte de Saint-Jacques de Montfort, au diocèse de Saint-Malo. Il est nommé évêque d'Orange en 1674 et sacré en 1677. Par le traité de Rijswijk en 1697, la principauté d'Orange rentre dans la puissance de la maison de Nassau, mais cinq ans plus tard à la mort de Guillaume  , Louis XIV s'en saisit de nouveau, ce qui mène à la reconnaissance définitive de l’acquisition au traité d'Utrecht en 1713.
Jean-Jacques obtient que le collège d'Orange soit donnée aux jésuites et puis aux prêtres de la doctrine chrétienne. Il fait également rebâtir le palais épiscopal. Après 45 ans de service en 1719, Jean-Jacques d'Obehil se démet de ses fonctions en faveur de son neveu et coadjuteur Louis Chomel et se retire à Moulins en Bourbonnais, sa patrie.